# Mitzic
Mitzic este un oraș situat în partea de nord a Gabonului, în provincia Woleu-Ntem. La recensământul din 2013, localitatea avea o populație de 8.755 locuitori. Lucrarea Istoria orașului Mitzic scrisă de Moise Nkoghe Mvé menționează construcția secvențială a orașului între 1905 și 1910. În anul 1947 localitatea a găzduit un congres internațional pe tema culturii Fang, la care au participat numeroși reprezentanți ai acestei populații din Gabon, Camerun și Guineea Ecuatorială. Este reședința departamentului Okano.